# Stortingsvalget 1977
Stortingsvalget 1977 blev afholdt den 12. september. Valgdeltagelsen var på 82,9 %. Der blev valgt 155 stortingsrepresentanter.
Odvar Nordlis regering fortsatte efter valget. 

## Stemmetal efter parti
| Parti                      | Stemmetal | Stemmer i procent (%) | Ændring fra 1973 | Mandater | Ændring fra 1973 |
| -------------------------- | --------- | --------------------- | ---------------- | -------- | ---------------- |
| Det norske Arbeiderparti   | 972 434   | 42,3                  | + 7,0            | 76       | + 14             |
| Høyre                      | 563 783   | 24,5                  | + 7,3            | 41       | + 12             |
| Kristelig Folkeparti       | 224 355   | 9,7                   | - 2,1            | 22       | + 2              |
| Senterpartiet              | 184 087   | 8,0                   | + 1,2            | 12       | - 9              |
| Sosialistisk Venstreparti  | 96 248    | 4,2                   | - 7,0¹           | 2        | - 14¹            |
| Venstre                    | 54 243    | 2,4                   | 0                | 2        | 0                |
| Fremskrittspartiet         | 43 351    | 1,9                   | - 3,1            | 0        | - 4              |
| Det Nye Folkepartiet       | 22 524    | 1,0                   | - 2,5            | 0        | - 1              |
| Rød Valgallianse           | 14 515    | 0,6                   | + 0,2            | 0        | 0                |
| Norges Kommunistiske Parti | 8 448     | 0,4                   | + 0,4            | 0        | 0                |
| Ensliges Parti             | 2 743     | 0,1                   | - 0,1            | 0        | 0                |
| Norges Demokratiske Parti  | 1 322     | 0,06                  | - 0,04           | 0        | 0                |
| Frie Folkevalgte           | 1 146     | 0,05                  | + 0,05           | 0        | 0                |
| Sámeálbmot Listu           | 499       | 0,02                  | - 0,02           | 0        | 0                |
| Borgerlige fælleslister    | 111 412   | 4,8                   | - 1,2            | 0²       | 0                |
| Totalt                     | 2 301 110 | 100                   |                  | 155      | 0                |

¹ Ændring i forhold til Sosialistisk Valgforbund i 1973.

² Mandater fra borgerlige fælleslister fordelt på enkeltpartier.
De borgerlege fælleslister var: 
- Kristelig Folkeparti, Senterpartiet og Det Nye Folkepartiet i Oslo
- Kristelig Folkeparti, Venstre og Det Nye Folkepartiet i Buskerud og Sør-Trøndelag
- Venstre og Det Nye Folkepartiet i Telemark og Nord-Trøndelag
- Kristelig Folkeparti, Det Nye Folkepartiet, Senterpartiet og Venstre i Aust-Agder og Finnmark
- Senterpartiet, Det Nye Folkepartiet og Venstre i Vest-Agder
- Høyre og Kristelig Folkeparti i Nord-Trøndelag

Statistisk Sentralbyrå har lavet en statistik over valgresultatet, hvis fælleslisternes stemmer blev fordelt på enkelt partierne. Resultaterne for disse på landsbasis bliver da:
| Parti                | Stemmer i procent (%) | Ændring fra 1977 |
| -------------------- | --------------------- | ---------------- |
| Høyre                | 24,8                  | + 7,4            |
| Kristelig Folkeparti | 12,4                  | + 0,2            |
| Senterpartiet        | 8,6                   | - 2,4            |
| Venstre              | 3,2                   | - 0,3            |
| Det Nye Folkepartiet | 1,4                   | - 2,0            |